# Kujbisevi-víztározó
A Kujbisevi-víztározó (oroszul Куйбышевское водохранилище [Kujbisevszkoje vodohranyiliscse], tatárul Куйбышев сусаклагычы [Kujbisev szuszaklagicsi]; ritkán Szamarai-víztározó) egy nagy síkvidéki mesterséges tó Oroszország európai részén, a Volga középső és a Káma alsó szakaszán.

## Története
A Szovjetunió Minisztertanácsa 1950. augusztus 21-én hozott határozatot egy vízerőmű és az erőmű vízellátását biztosító víztározó építéséről a Volgán. Részben a Gulag foglyaival építtették. 1957-ben adták át.

## Földrajza
A Volga folyó felduzzasztásával keletkezett tó Csuvasföldön, Mariföldön, Tatárföldön, az Uljanovszki területen és a Szamarai területen halad át. Ez Európa legnagyobb víztározója. A Volgai-hátságon húzódik kb. 500 km hosszan. A 2800 m hosszú gát és a 2315 MW-os (=2,3 GW) teljesítményű Zsiguli vízerőmű délen, Togliatti közelében található, a 20 db Kaplan-turbina évente 10,9 TWh villamos energiát állít elő. A vízszint esése a gátnál 29 m. A Volgán  Csebokszáriig – más források szerint csak Kazanyig – a Kámán Naberezsnije Cselniig tart a visszaduzzasztás. A víztározó nagyobb öblöket képez a Káma, a Szvijaga, a Kazanka és más folyók torkolatánál.
Beömlő folyók: 
- Volga
- Káma
- Kazanka
- Nagy-Cseremsan
- Nagy-Koksaga
- Szvijaga
- Usza

Nagyobb települések a tó partján:
- Bolgar, lásd még: Bulgar
- Kazany
- Novouljanovszk
- Szamara (korábban Kujbisev)
- Tyetyusi
- Togliatti
- Uljanovszk
- Volzsszk
- Zelenodolszk
- Zvenyigovo

## Képek

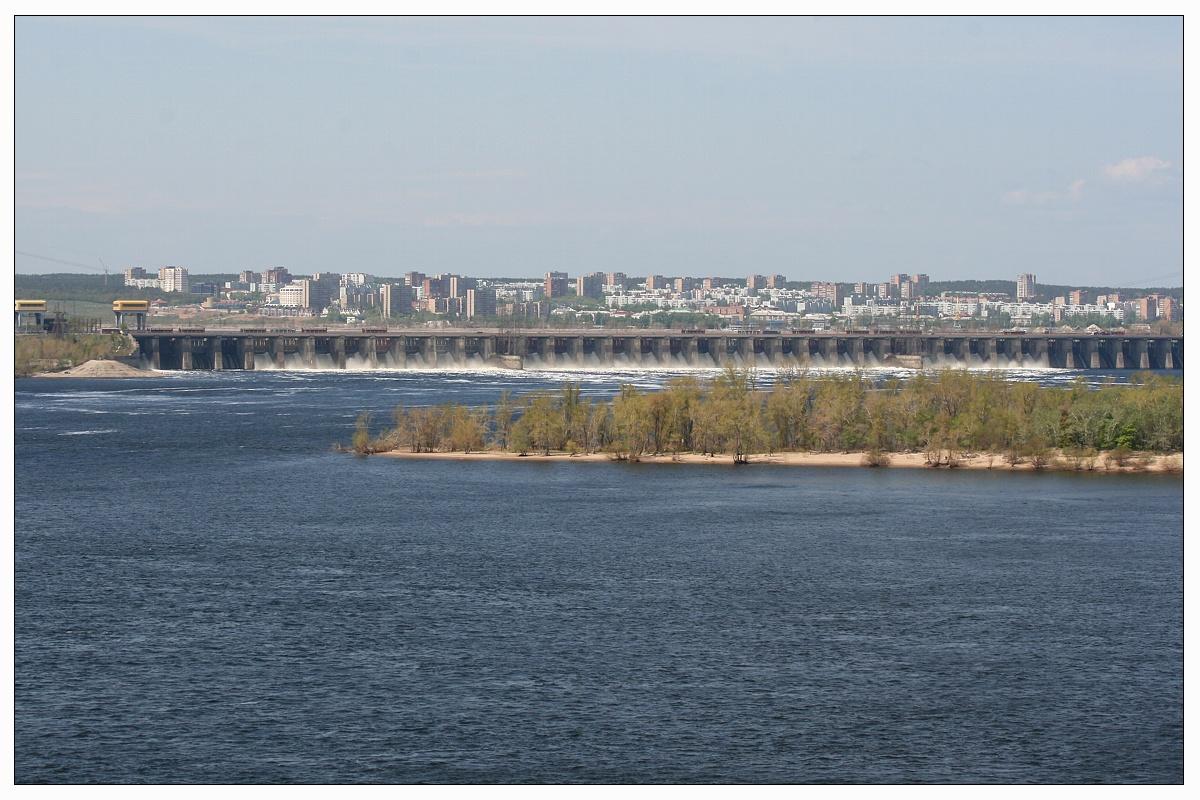
A Zsiguli vízerőmű
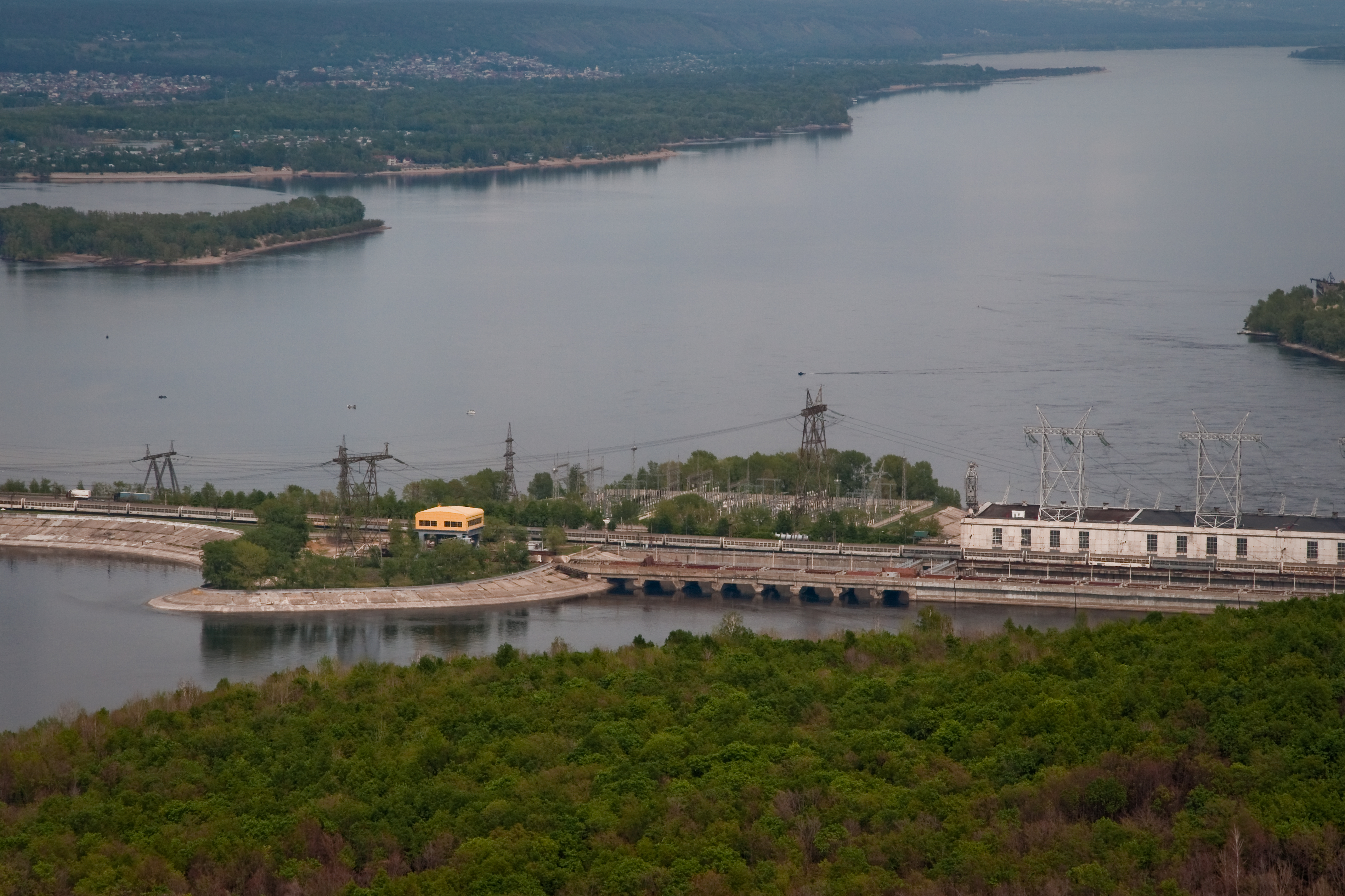
A Zsiguli vízerőmű
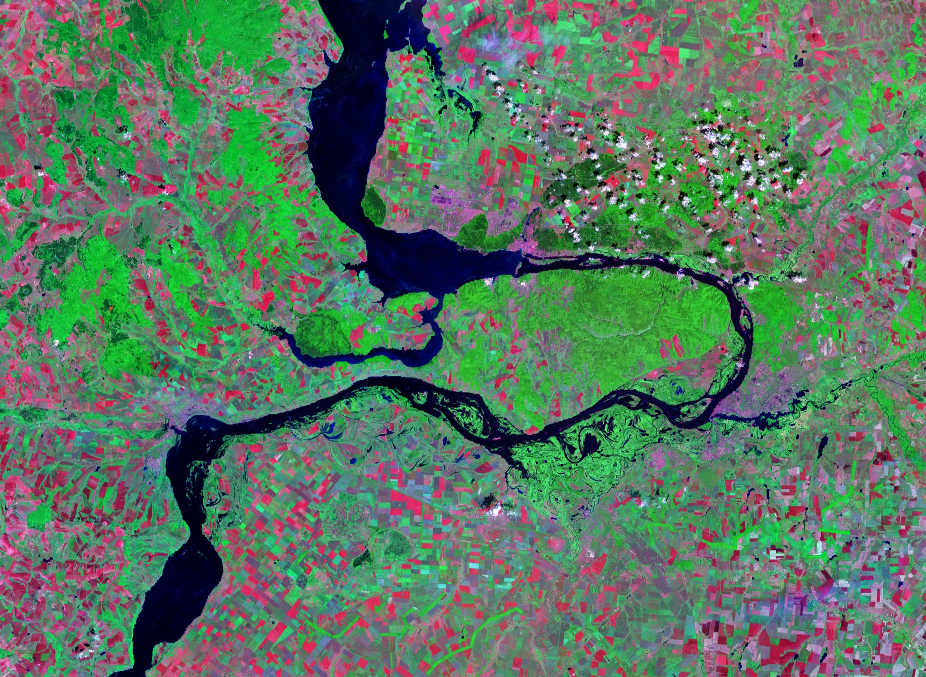
A Szamarai-kanyarulat által határolt félsziget műholdképe. Fent a víztározó déli vége látható
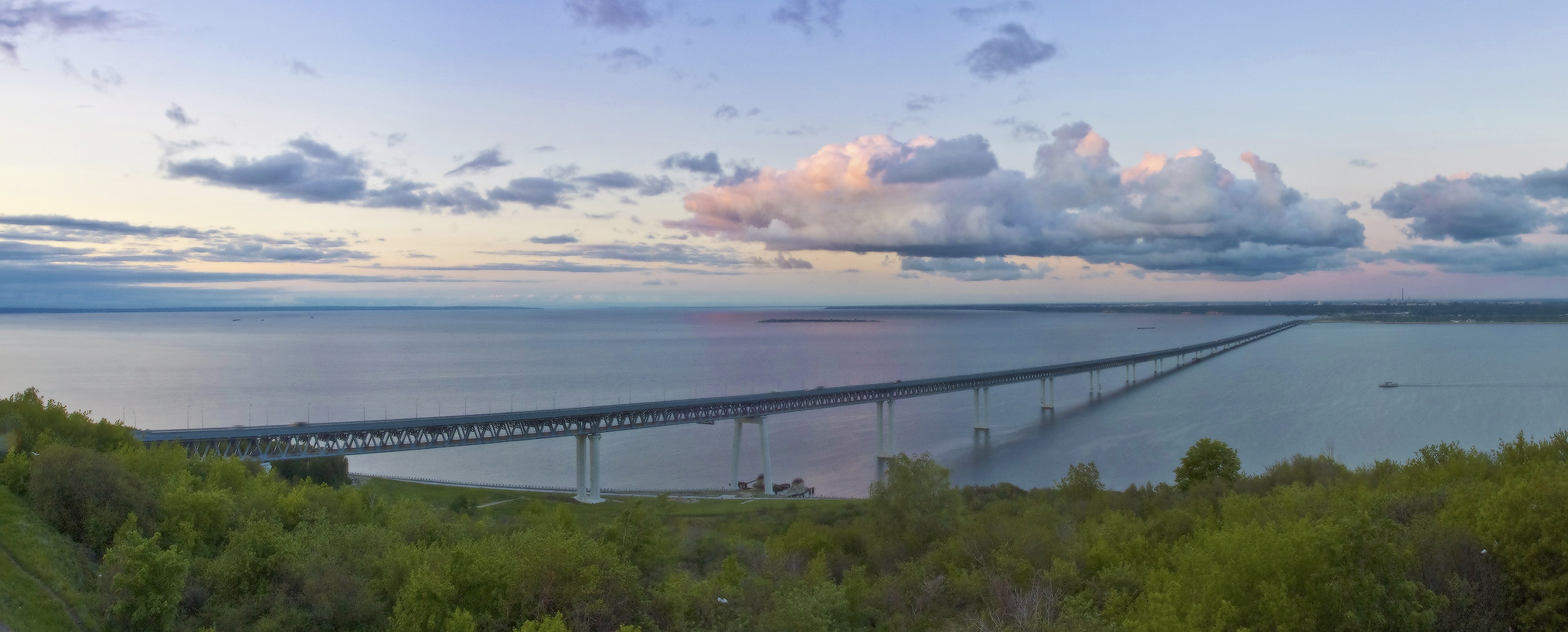
Az Elnöki híd Uljanovszknál